# Předměstský dům (Podolí)
Předměstský dům v Rybářské ulici je dům v Praze 4-Podolí, který stojí v místech původního zástavby obce severně od kostela svatého Michaela archanděla. Je chráněn jako nemovitá kulturní památka České republiky.

## Historie
Dům pochází pravděpodobně z 18. století.

## Popis
Dům stojí na malém vydlážděném dvorku mírně pod úrovní okolního terénu. Dvorek je na jižní straně obehnán zdí, krytou taškami, na severní straně novodobým plotem z železných prutů. Jednoduchá patrová obytná budova na obdélném půdorysu má klasicistní fasádu o pěti a dvou osách. Ve středu průčelí je plochý, omítkou naznačený pásovaný rizalit o jedné ose, který je završený segmentovým vyklenutím hlavní římsy. Touto římsou jsou oddělena jednotlivá patra. V úrovni prvního podlaží jsou zdi členěny lizénami s motivy čabraky. Okna jsou rámována šambránami zdůrazněnými klenáky. Přízemí má silné stěny, pravděpodobně staršího data než 1. patro. Mansardová střecha se čtyřmi vikýři je kryta taškami a doplněna dvěma novodobými střešními okny.
U paty schodiště v interiéru je česká placka s vykrajovaným rámem. V bývalé jídelně v 1. patře byly původně malby, později zamalované.